# Maudgalyayana
Maudgalyayana, (en pali: Mahamoggallana; en pinyin: Mu Jianlian) también conocido popularmente como Mahamaudgalyana, fue uno de los discípulos más próximos de Gautama Buda. Se le considera el segundo de los dos principales discípulos masculinos de Buda; el primero es Sariputra. Como se menciona en el Canon Pali y en otras escrituras budistas, Maudgalyayana era conocido por su piedad filial, y también por transferir sus méritos a su madre, con el objetivo que ella tenga un buen renacimiento.
Maudgalyayana y Śāriputra tienen una profunda amistad espiritual. Se representan en el arte budista como los dos discípulos que acompañan a Buda y tienen funciones complementarias como profesores. Como profesor, Maudgalyayana es conocido por sus capacidades psíquicas, y se le representa a menudo utilizándolas en sus métodos de enseñanza. En muchos primeros cánones budistas, Maudgalyāyana es fundamental para volver a unir la comunidad monástica después de que el Devadatta provocara un cisma. Además, Maudgalyāyana está relacionado con relatos sobre la creación de la primera imagen de Buda. Maudgalyāyana muere a los 84 años, asesinado por  una secta rival. Esta muerte violenta se describe en las escrituras budistas como resultado del Karma de Maudgalyāyana de haber matado a sus propios padres en una vida anterior.
A través de textos post-canónicos, Maudgalyāyana se hizo conocido por su piedad filial a través de un popular registro que transfirió sus méritos a su madre (la cual se encontraba atormentada en el reino de los pretas), para que el alma de está pueda tener un rápido y buen renacimiento. Esto condujo a una tradición en muchos países budistas conocida como festival de los fantasmas, durante el cual la gente dedica sus méritos a sus antepasados. Tradicionalmente también se ha asociado Maudgalyāyana con la meditación y a veces en textos Abhidharma, así como la escuela Dharmaguptaka. En el siglo XIX, se encontraron reliquias de Sariputta y Moggallana que se le atribuyen, ampliamente veneradas.

## Vida

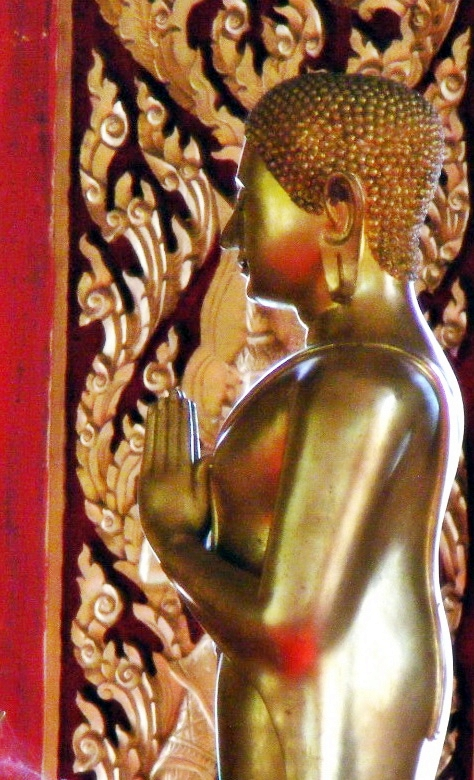
La buda

### Encuentro con el Buda
Según los textos budistas, Maudgalyāyana nace en una familia brahmán de la aldea de Kolita (también conocida como Kulika, antes se pensaba que era la actual Kul en Silao pero ahora identificada como Juafardih cerca de Nalanda), y en referencia a la aldea se le llama así. Su madre es una brahmán llamada Mogallāni, y su padre es el jefe de la aldea de la casta kshatriya (guerrera). Kolita nace el mismo día que Upatiṣya (Pali: Upatissa ; más tarde será conocido como Śāriputra), y los dos son amigos desde la infancia. Kolita y Upatiṣya desarrollan un interés en la vida espiritual cuando son jóvenes. Un día, mientras están viendo un festival, un sentido de desencanto y urgencia espiritual los supera: desean dejar atrás la vida mundana y comenzar su vida espiritual con el vagabundo mendicante Sañjaya Vairatiputra ( Pali : Sañjaya Belatthiputta ). En los cánones Theravāda y Mahāsāṃghika, Sañjaya se describe como un maestro en la tradición escéptica india, ya que no cree en el conocimiento o la lógica, ni responde a preguntas especulativas. Como no puede satisfacer las necesidades espirituales de Kolita y Upatiṣya, se van. Sin embargo en el Canon Mūlasarvāstivāda, el Canon budista chino y en los relatos tibetanos, se le representa como un maestro con cualidades admirables como la visión meditativa y el celo religioso. Sin embargo, se enferma y muere, lo que hace que los dos discípulos miren más allá. En algunos relatos, incluso llega tan lejos para predecir la venida del Buda a través de sus visiones.
Independientemente, Kolita y Upatiṣya se van y continúan su búsqueda espiritual, dividiéndose en direcciones separadas. Hacen un acuerdo de que el primero en encontrar la "ambrosía" de la vida espiritual se lo dirá al otro. Lo que sigue es el relato que lleva a Kolita y Upatiṣya a refugiarse bajo el Buda, que se considera un elemento antiguo de la tradición textual. Upatiṣya se encuentra con un monje budista llamado Aśvajit ( Pali : Assaji ), uno de los primeros cinco discípulos del Buda, que camina para recibir limosnas de los devotos. En la versión de Mūlasarvāstivāda, el Buda lo envió allí para enseñar Upatiṣya. El comportamiento sereno de Aśvajit inspira a Upatiṣya a acercarse a él y aprender más. Aśvajit le dice que todavía es recién ordenado y que solo puede enseñar un poco. Luego expresa la esencia de la enseñanza del Buda en estas palabras:
"De todos los fenómenos surgidos de una causa
El Maestro ha dicho la causa;
Y también ha dicho cómo cada uno llegará a su fin,
Porque tal es la palabra del Sabio.
   -  Traducido por TW Rhys Davids [23]
Estas palabras ayudan a Upatiṣya a alcanzar la primera etapa del camino espiritual budista. Después de esto, Upatiṣya le cuenta a Kolita sobre su descubrimiento y Kolita también alcanza la primera etapa. Los dos discípulos, junto con los quinientos estudiantes de Sañjaya, van a ordenarse como monjes bajo el mando del Buda en Veṇuvana ( Pali : Veḷuvana ). [19] [24] Desde el momento de su ordenación, Upatiṣya y Kolita se conocen como Śāriputra y Maudgalyāyana, respectivamente, siendo Maudgalyāyana el nombre del clan de Kolita . [25] Después de haber ordenado, todos excepto Śāriputra y Maudgalyāyana alcanzan arhat ( Pali :arahant ; última etapa de iluminación ). [20] [24] Maudgalyāyana y Śāriputra alcanzan la iluminación una o dos semanas después, Maudgalyāyana en Magadha , en un pueblo llamado Kallavala. [24] [26] En ese momento, la somnolencia le impide seguir avanzando en el camino. Después de tener una visión del Buda aconsejándole cómo superarla, logra un gran avance y alcanza la iluminación. [20] [24] En algunos relatos, se dice que medita sobre los elementos del proceso. [27] En el comentario del Pali Dhammapada, se pregunta por qué los dos discípulos alcanzan la iluminación más lentamente que los otros exalumnos de Sañjaya. La respuesta dada es que Śāriputra y Maudgalyāyana son como reyes, que necesitan más tiempo para prepararse para un viaje que los plebeyos. En otras palabras, su logro es de mayor profundidad que el de los otros estudiantes y por lo tanto requiere más tiempo. [26]
La breve declaración de Aśvajit, conocida como la estrofa Ye Dharma Hetu ("De todos los fenómenos ..."), se ha descrito tradicionalmente como la esencia de la enseñanza budista, y es el verso más inscrito en todo el mundo budista. [19] [20] [21] Se puede encontrar en todas las escuelas budistas, [6] está grabado en muchos materiales, se puede encontrar en muchas estatuas de Buda y stūpas (estructuras con reliquias) y se utiliza en sus rituales de consagración. [19] [28] Según el indólogo Oldenberg y el traductor Thanissaro Bhikkhu , los versos fueron recomendados en uno de los edictos del emperador Asoka como tema de estudio y reflexión.[29] [30] [nota 3] Los eruditos no comprenden completamente el papel de la estrofa. Aparte de la naturaleza compleja de la declaración, también se ha observado que no se le ha atribuido al Buda en ninguna parte de esta forma, lo que indica que fue un resumen o una paráfrasis del propio Aśvajit. [33] [19] El indólogo TW Rhys Davids creía que el breve poema pudo haber causado una impresión especial en Maudgalyāyana y Sariputta, debido al énfasis en la causalidad típico del budismo. [20] El filósofo Paul Carus explicó que la estrofa era unarespuestaaudaz e iconoclasta al brahmánicotradiciones, ya que "repudia los milagros de la interferencia sobrenatural al reconocer sin reservas la ley de causa y efecto como irrefutable", [28] mientras que el maestro Zen japonés Suzuki recordó la experiencia que está más allá del intelecto ", en la que una idea sigue a otra en secuencia finalmente para terminar en conclusión o juicio ". [34] [35]
Aunque en la tradición Pali, Maudgalyāyana se describe como un arhat que ya no volverá a nacer, en las tradiciones Mahayāna esto a veces se interpreta de manera diferente. En el Capítulo 6 del Sutra del loto (Otorgamiento de profecía), se dice que el Buda predice que los discípulos Mahākasyapa , Subhuti , Mahakatyayana y Maudgalyāyana se convertirán en Budas en el futuro. [36] [24]

### Śāriputra y Maudgalyāyana
Śāriputra y Maudgalyāyana, junto con los quinientos estudiantes de Sañjaya, fueron a ordenarse como monjes bajo las órdenes del Buda en Veṇuvana ( Pali : Veḷuvana ). [24]
El día de la ordenación de Maudgalyāyana, el Buda les permite a él y a Śāriputra tomar los asientos de los principales discípulos varones . [1] Según el texto de Pali Buddhavaṃsa , cada Buda ha tenido ese par de discípulos principales. [37] Como acaban de ordenar, algunos otros monjes se sienten ofendidos de que el Buda les conceda tal honor. El Buda responde señalando que la antigüedad en el monacato no es el único criterio en tal nombramiento, y explica su decisión con más detalle al relatar una historia del pasado. [1] [38] Dice que ambos discípulos aspirabanhace muchas vidas para convertirse en discípulos principales bajo su mando. Hicieron tal resolución desde la era del Buda anterior Aṇomadassī , cuando Maudgalyāyana era un laico llamado Sirivadha. Sirivaddha se sintió inspirado a convertirse en discípulo principal de un futuro Buda después de que su amigo, Śāriputra en una vida anterior, le recomendara que lo hiciera. Luego invitó al Buda Aṇomadassī y a la comunidad monástica (Saṃgha) a comer en su casa durante siete días, durante los cuales tomó la resolución de convertirse en discípulo principal por primera vez. Posteriormente, él y Śāriputra continuaron haciendo buenas obras durante muchas vidas, hasta la época del duda Sakya Muni . [1]Después de que el Buda nombra a Maudgalyāyana como discípulo principal, se le conoce como "Mahā-Maudgalyāyana", que significa mahā "grande". [39] Este epíteto se le da como un honor, y para distinguirlo de otros del mismo nombre. [40]
Los textos poscanónicos describen a Maudgalyāyana como el segundo principal discípulo masculino, junto a Śāriputra. Los primeros cánones están de acuerdo en que Śāriputra es espiritualmente superior a Maudgalyāyana, y sus especializaciones se describen como poderes psíquicos ( sánscrito : ṛddhi , Pali : iddhi ) para Maudgalyāyana y sabiduría para Śāriputra. [41] [nota 4] En el arte budista en literatura , los budas se representan comúnmente con dos discípulos principales (en japonés : niky ōji , tibetano clásico : mchog zung) a su lado — en el caso del buda Sakya Muni, los dos discípulos representados son a menudo Maudgalyāyana y Śāriputra. Aunque existen diferentes perspectivas entre los diferentes cánones budistas en cuanto a los méritos de cada discípulo, en todos los cánones budistas, Maudgalyāyana y Śāriputra son reconocidos como los dos principales discípulos del Buda. Este hecho también es confirmado por la iconografía descubierta en los hallazgos arqueológicos, en los que los dos discípulos tienden a ser representados asistiendo a su maestro. [43] Además, Maudgalyāyana se incluye a menudo en listas tradicionales de "cuatro grandes discípulos" ( pinyin : sida shengwen ) [44] y ocho arhats . [45]A pesar de estos patrones generalizados tanto en las escrituras como en la investigación arqueológica, se ha observado que en la iconografía posterior, Ānanda y Mahākasyapa se representan mucho más, y Maudgalyāyana y Śāriputra se representan mucho menos. [46]
Las vidas de Maudgalyāyana y Śāriputra están estrechamente conectadas. Maudgalyāyana y Śāriputra nacen el mismo día y mueren en el mismo período. Sus familias son amigas desde hace mucho tiempo. En sus años de estudiante, Maudgalyāyana y Śāriputra son co-alumnos del mismo maestro. [47] [48] Después de ayudarse mutuamente a encontrar la esencia de la vida espiritual, su amistad permanece. En muchos sutras se muestran un gran aprecio y bondad entre ellos. [1] Por ejemplo, cuando Śāriputra se enferma, se describe que Maudgalyāyana usó sus poderes psíquicos para obtener medicamentos para Śāriputra. [49] Śāriputra es considerado el discípulo más sabio del Buda, pero Maudgalyāyana le sigue en sabiduría. [1][50] Lo único que les da un vínculo fuerte como amigos espirituales es el amor por el Buda, que ambos expresan con frecuencia. [51]